# Kosianka-Trojanówka
Kosianka-Trojanówka [kɔˈɕanka trɔjaˈnufka] est un village polonais de la gmina de Grodzisk dans le powiat de Siemiatycze et dans la voïvodie de Podlachie. Il se situe à environ 3 kilomètres à l'ouest de Grodzisk, à 22 kilomètres au nord-ouest de Siemiatycze et à 67 kilomètres au sud-ouest de Bialystok. 
Le village compte approximativement 30 habitants.